# Аеропорт (район Москви)
Аеропорт — район і відповідне йому однойменне внутрішньоміське муніципальне утворення в Москві (Росія). Район входить у Північний адміністративний округ.
Раніше ця територія входила до складу Фрунзенського району. У 1991 році був утворений муніципальний округ Аеропорт, який отримав статус району в 1995 році. Муніципальне утворення створено в 2003 році.